# CFA-Franc-Zone

Die CFA-Franc-Zonen:
CFA-Franc BCEAO (Wirtschaftsunion UEMOA)
CFA-Franc BEAC (Wirtschaftsunion CEMAC)

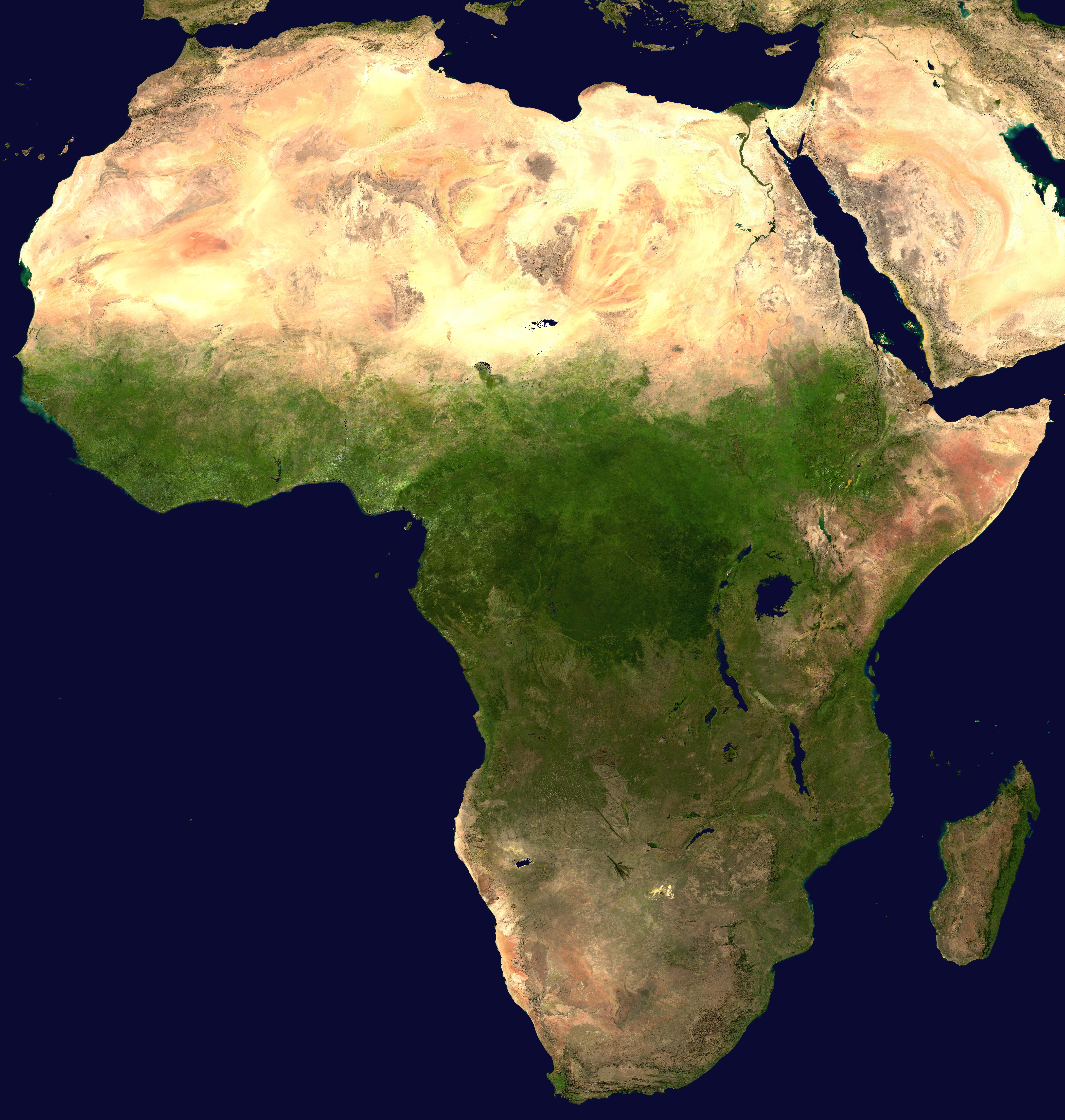
Satellitenfoto Afrikas: Nur kleine Teile der CFA-Zone sind Wüstengebiete, der überwiegende Teil der CFA-Zone liegt im subtropischen Savannen- und Regenwaldgebiet Afrikas.

Die CFA-Franc-Zone bilden die Länder, in denen die zentralafrikanische Währung CFA-Franc BEAC bzw. die westafrikanische Währung CFA-Franc BCEAO gilt (CFA-Franc steht für: Franc de la Coopération Financière en Afrique). Die meisten dieser Länder verbindet die ehemalige Zugehörigkeit zur Union française bzw. Communauté française sowie der starke politische und wirtschaftliche Einfluss Frankreichs – unter anderem durch die Bindung des CFA-Franc an den Franc bzw. Euro.

## Mitgliedsländer

### Zentralafrikanische Währung XAF (BEAC)
- Äquatorialguinea (seit 1985, ehemalige spanische Kolonie)
- Gabun
- Kamerun
- Republik Kongo
- Tschad
- Zentralafrikanische Republik

### Westafrikanische Währung XOF (BCEAO)
- Benin
- Burkina Faso
- Elfenbeinküste
- Guinea-Bissau (ehemalige portugiesische Kolonie, seit 1997)
- Mali (keine Mitgliedschaft zwischen 1962 und 1984)
- Niger
- Senegal
- Togo

### Ehemalige Mitglieder
- Guinea (BCEAO, bis 1960)
- Madagaskar (bis 1973)
- Mauretanien (BCEAO, bis 1973)
- die französischen Überseegebiete Saint-Pierre und Miquelon (bis 1974), Réunion (bis 1975) und Mayotte (bis 1976), die zum Französischen Franc überwechselten und seit 2002 den Euro verwenden

## Geschichte

### Kolonialzeit bis 1965
Ab 1612 wurden im Senegal französische Handelsposten betrieben. 1677 wurde eine Kolonie gegründet. Ab 1840 wurde mit der Kolonialisierung von West- und Zentralafrika begonnen. In der Folge wurde das in Besitz genommene Kolonialgebiet verwaltungstechnisch strukturiert.
1853 wurde per Dekret des französischen Kaisers die Banque du Sénégal gegründet, die auch das Recht erhielt, Banknoten für französische Niederlassungen in Afrika auszugeben.
1895 wurde das Verwaltungsgebiet Französisch-Westafrika gegründet. Dieses Gebiet umfasste unter anderem auch die heutigen BCEAO-Staaten Benin, Burkina Faso, Elfenbeinküste, Mali, Niger und Senegal.
1901 wurde die Banque du Sénégal in die Banque de l’Afrique Occidentale umgewandelt. Dieses Institut war währungstechnisch für die Kolonialverwaltungsgebiete Französisch-Westafrika und das (spätere) Französisch-Äquatorialafrika zuständig.
1910 wurde das Verwaltungsgebiet Französisch-Äquatorialafrika gegründet. Dieses Gebiet umfasste die heutigen BEAC-Staaten Gabun, Republik Kongo, Tschad und die Zentralafrikanische Republik.
1917 gab das General-Gouvernement für Französisch-Äquatorialafrika 1- und 2-Franc-Banknoten als Notwährung heraus.
1918 wurden die ehemaligen deutschen Kolonien Togo und Kamerun an das Währungsgebiet der Banque de l’Afrique Occidentale angeschlossen.
1920 wurde die Banque de l’Afrique Occidentale offiziell mit der Herausgabe von speziellen Banknoten für Französisch-Äquatorialafrika beauftragt (davor eine Banknote für alle Gebiete). Dafür wurden anfangs reguläre Banknoten der Banque de l’Afrique Occidentale einfach „überdruckt“.

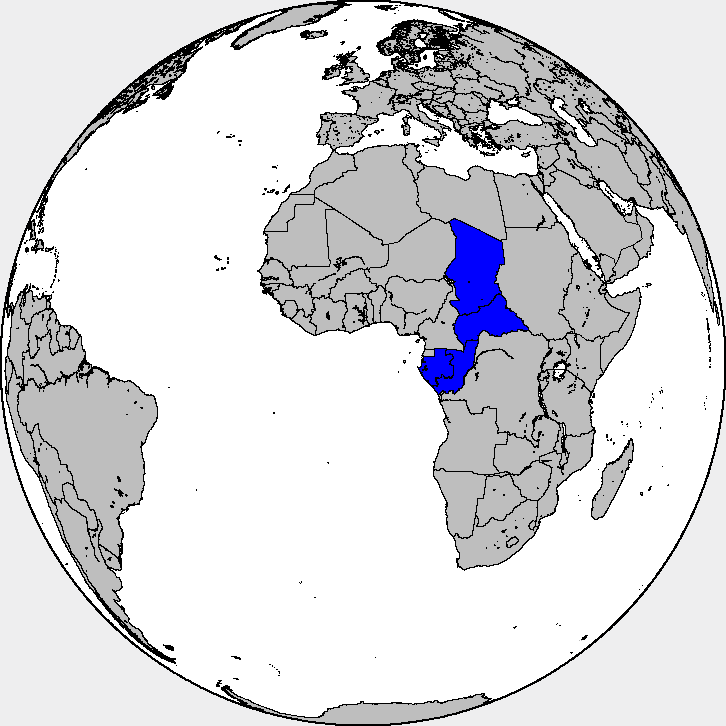
Französisch-Äquatorialafrika Währung bis 1945: Französisch-Äquatorialafrikanischer Franc

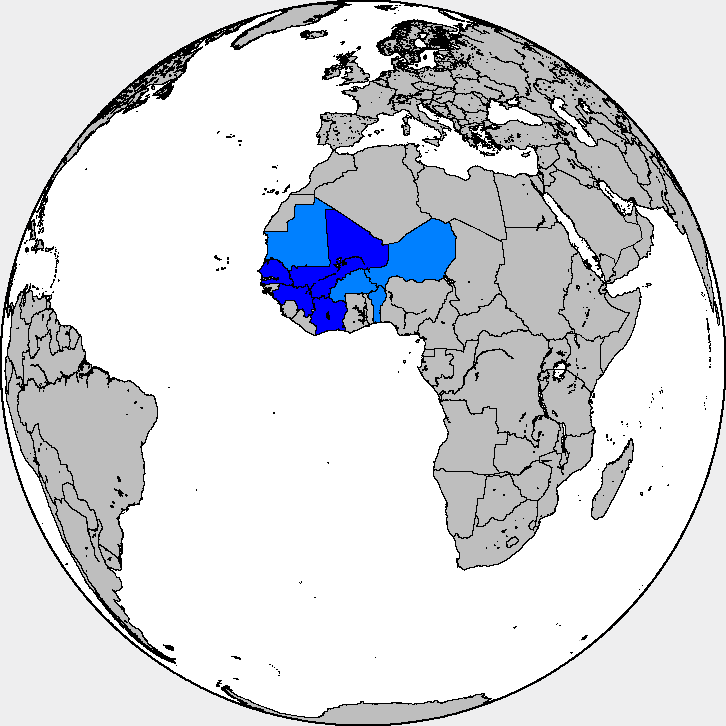
Französisch-Westafrika Währung bis 1945: Französisch-Westafrikanischer Franc

1940 gab das Generalgouvernement für Französisch-Äquatorialafrika erneut Notgeld heraus.
1941 ließen die Kräfte des Freien Frankreich unter Charles de Gaulle in Französisch-Äquatorialafrika Geldnoten für die dort von ihnen kontrollierten Kolonien drucken. Die Caisse Centrale de la France d’Outre-Mer wurde gegründet. Der Hauptteil der gesamten Streitkräfte des Freien Frankreich bestand zu diesem Zeitpunkt aus Tirailleurs sénégalais.

Seit 1945: CFA-Franc BEAC

Seit 1945: CFA-Franc BCEAO

1945 wurden der Westafrikanische und der Äquatorialafrikanische Franc durch die beiden CFA-Franc ersetzt. CFA bedeutet zu diesem Zeitpunkt: Colonies Françaises d’Afrique.
1946 trat die neue Verfassung und damit die Quatrième République Française in Kraft und machte Frankreich und seine Kolonien zur Union française.
1955 wurde die Banque de l’Afrique Occidentale in Institut d’Emission de l’Afrique Occidentale Française et du Togo umbenannt. Gleichzeitig wurde das Institut d’Emission de l’Afrique Equatoriale Française et du Cameroun gegründet.
Mit Beginn der Cinquième République wurden Frankreich und seine Kolonien zur Communauté française. CFA stand nun für Communautés Françaises d’Afrique.
Im Jahr 1960 wurden alle Kolonien des subsaharischen Afrikas unabhängig. Obwohl die Institutionen der Communauté française seit 1961 nur noch auf dem Papier bestanden, wurden in Kooperation mit den politischen Eliten der Unabhängigkeitsbewegungen, die in den jungen Nationalstaaten in vielen Fällen bald autoritäre Regime einrichteten, in Subsaharaafrika die politischen und wirtschaftlichen Bindungen zu Frankreich aufrechterhalten. Viele der afrikanischen Politiker hatten in Frankreich studiert, waren der französischen Kultur sehr zugetan und pflegten enge Beziehungen zur französischen Politik. Zwischen 1946 und 1960 waren viele von ihnen im Rahmen der Union française Mitglieder der französischen Nationalversammlung, Félix Houphouët-Boigny war unter Charles de Gaulle sogar Minister, Léopold Sédar Senghor wurde Mitglied der Académie française. Für diese engen Verflechtungen der einstigen Kolonialmacht Frankreich mit den afrikanischen Staaten wurde die Bezeichnung Françafrique geprägt.
1959 war das Institut d’Emission de l’Afrique Equatoriale Française et du Cameroun umstrukturiert und in Banque Centrale des Etats de l’Afrique Equatoriale et du Cameroun (B.C.E.A.C.) umbenannt worden.
Im selben Jahr wurde die Afrikapolitik unter de Gaulle neu strukturiert. An dieser Entscheidungsstruktur änderte sich bis 2007 nur wenig.
Geschaffen wurde eine Außenpolitische Beratergruppe für Afrika beim Sitz des Präsidenten im Elysée-Palast, das Secrétariat général à la présidence de la République pour les Affaires africaines et malgaches von Jacques Foccart gegründet und bis 1974 auch von ihm geleitet. Das Sekretariat erhielt bald den Spitznamen la cellule Afrique de l’Elysée bzw. cellule africaine. Mit dem Amtsantritt von Nicolas Sarkozy 2007 wurde die cellule africaine aufgelöst und die Afrikapolitik in veränderter Form weitergeführt.
Es wurde ein außenpolitisches Interessenfeld definiert, eine Anzahl Länder, in denen Frankreichs Macht und Einfluss auch erhalten bleiben soll. Dieses Gebiet wird pays du champ (Länder des Feldes) genannt, manchmal auch chasse gardée (geschützte Jagd), pré carré (quadratische Weide) oder champ privilegié (bevorzugtes Feld).
Diese Länder sind Ziel der Politik der cellule africaine und der Afrikapolitik des (jeweiligen) Präsidenten. An den „Ländern des Feldes“ hat sich seit dieser Fixierung – bis heute – nur wenig geändert.
Dazu gehörten in Afrika als Kerngebiet die CFA-Staaten: Kamerun, Republik Kongo, Elfenbeinküste, Gabun, Benin, Burkina Faso, Zentralafrikanische Republik, Mali, Niger, Senegal, Tschad, Togo, Guinea-Bissau, Äquatorialguinea. Die Zielländer (pays du champ) in dieser Region sind: Mauretanien, Guinea/Conakry, Kap Verde, Sao Tomé und Principe, Angola, Demokratische Republik Kongo, Burundi, Ruanda sowie Namibia.
Im Jahr 1961 wurden eine Anzahl von Verteidigungs- und Wirtschaftsabkommen zwischen Frankreich und afrikanischen Ländern unterzeichnet. In Summe werden die Verträge als pacte colonial bezeichnet. Er sicherte Frankreich Zugriffsrechte (militärische Zugriffsrechte, Rohstoffe etc.) in fast allen Belangen der – formal unabhängigen – Unterzeichnerstaaten zu. Diese Verträge sind bis heute vollinhaltlich und uneingeschränkt in Kraft. Ihre Auswirkungen auf die Währungspolitik sind umstritten.
1962 wurden die Währungsräume erneut neu geordnet. Das Institut d’Emission de l’Afrique Occidentale Française et du Togo wurde umbenannt in Banque Centrale des Etats de l'Afrique de l'Ouest (BCEAO).

### Nach 1965
1972 wurde die Banque Centrale des Etats de l’Afrique Equatoriale et du Cameroun (BCEAC) erneut umstrukturiert und umbenannt in Banque des Etats de l'Afrique Centrale (BEAC).
1974 wurde die BCC (Banque Centrale des Comores), und somit der Komoren-Franc, in der Banque de France organisatorisch/verwaltungstechnisch der BEAC/CEMAC-Gruppe zugeordnet.
Präsident François Mitterrand machte 1983 seinen Sohn, Jean-Christophe Mitterrand, zum stellvertretenden Leiter der cellule africaine. Wegen dieser – selbst für französische Verhältnisse – engen Verflechtung der Handelnden wurde Jean-Christophe Mitterrand von den frankophonen/CFA-Staatschefs mit dem Spitznamen Papa m’a dit (= Papa hat mir gesagt) versehen.
1986 machte Präsident François Mitterrand seinen Sohn Jean-Christophe Mitterrand zum conseiller pour les Affaires africaines, und damit zum Leiter der cellule africaine (Amtszeit bis 1992).

Karte der Länder der «zone de solidarité prioritaires»

1998 wurden die pays du champ, das Kerngebiet der französischen Afrikapolitik, durch einen neuen Oberbegriff, der zone de solidarité prioritaire ergänzt. Man versuchte dabei in ehemals sowjetisch dominierten Ländern Fuß zu fassen.

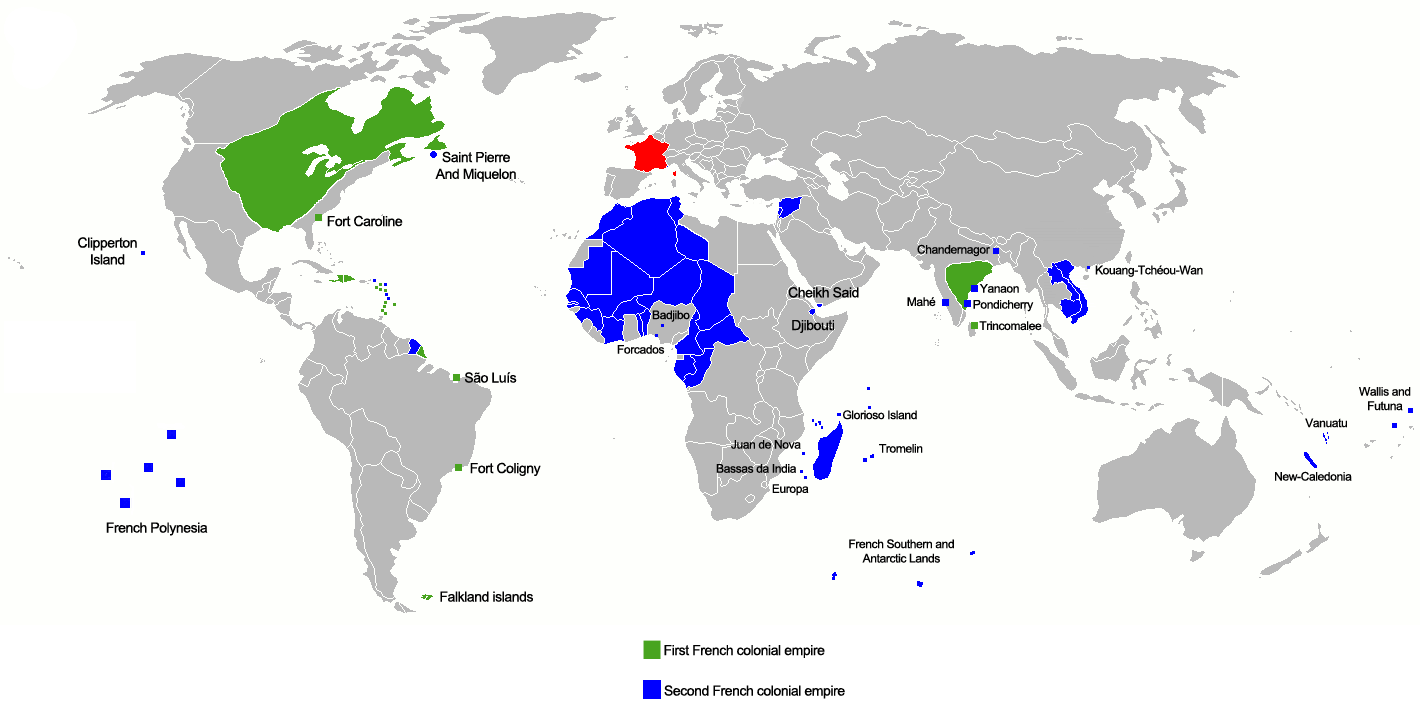
Französisches Kolonialreich, grün: erste Erwerbungen ab dem 16. Jahrhundert, dunkelblau: Erwerbungen bis 1920

### Franc-Währungsraum heute
Der CFA-Franc ist ein Teil der Franc-Zone, die wesentlich von Jacques Foccart gestaltet wurde. Nach dem Verständnis der Banque de France entstand die Franc-Zone als Fortentwicklung des früheren französischen Kolonialreiches und aufgrund der Bereitschaft dieser Länder einen institutionellen Rahmen zu unterhalten, der zuvor zur makroökonomischen Stabilität beigetragen hatte.
Die Franc-Zone besteht aus:

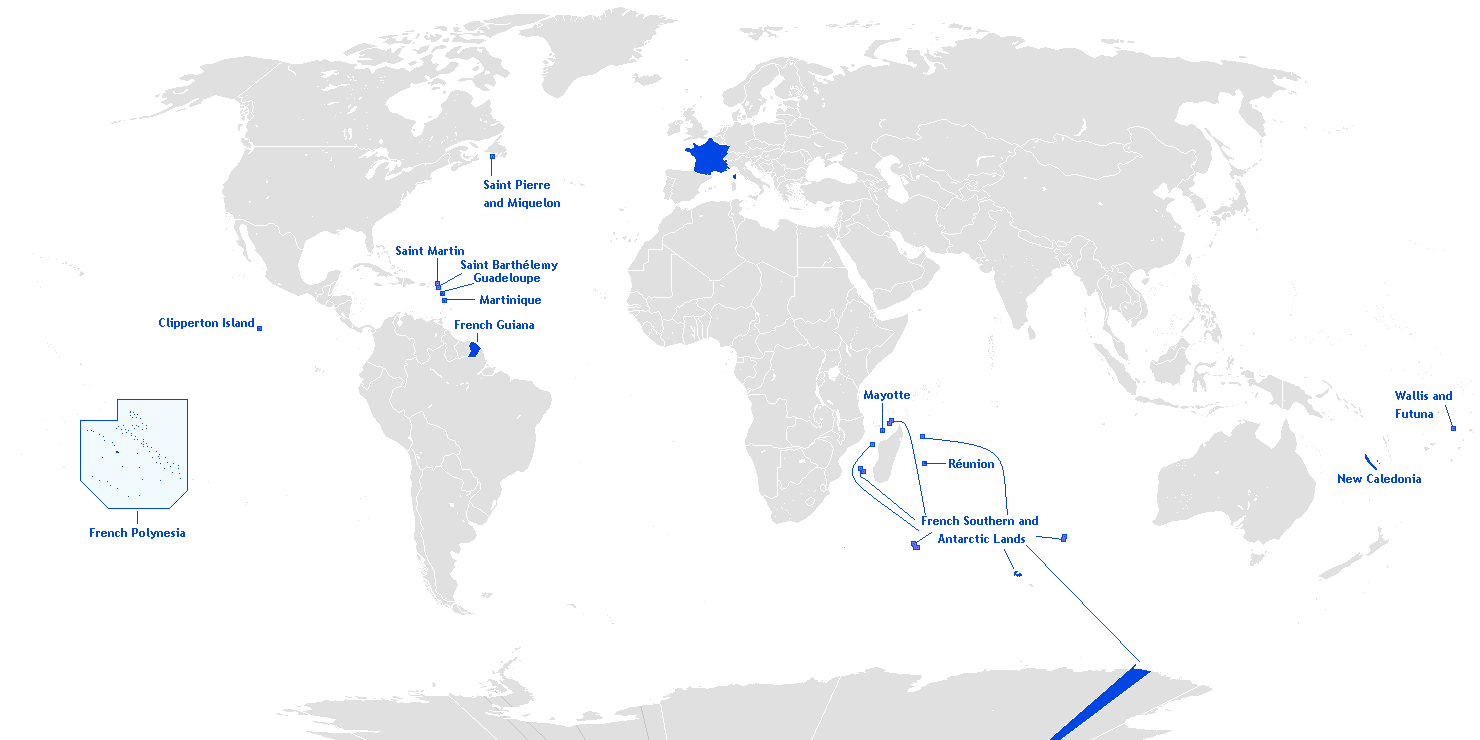
2007: Frankreich und seine Überseedepartements und Territorien

- den französischen Überseegebieten, die den CFP-Franc als Währung verwenden,
- der ehemaligen französischen Kolonie Komoren mit dem Komoren-Franc und
- den Währungsräumen XOF (CFA-BCEAO) und XAF (CFA-BEAC).

Die französischen Überseegebiete, die den Euro als Währung verwenden, sind:
- Französisch-Guayana
- Guadeloupe
- Martinique
- Réunion
- Saint-Pierre und Miquelon
- Mayotte

Die französischen Überseegebiete, die den CFP-Franc als Währung verwenden, sind:
- Neukaledonien
- Wallis und Futuna
- Französisch-Polynesien

Die französischen Überseegebiete Französisch-Guyana, Guadeloupe, Martinique, Réunion, Saint-Pierre und Miquelon und Mayotte verwenden hingegen wie das kontinentale Frankreich und das Fürstentum Monaco, das als französisches Protektorat mit Frankreich eine Währungsunion bildet, den Euro und gehören damit nicht (mehr) zur zone franc.
Die Länder, die den CFA-Franc als Währung verwenden, teilen sich in zwei den ehemaligen Kolonialverwaltungsgebieten entsprechenden Währungsräumen:
- Französisch-Westafrika wurde zum Währungsraum XOF (CFA-BCEAO), der sich nun zur Währungs- und Wirtschaftsgemeinschaft UEMOA erweitert hat. Die Abkürzung CFA hat in diesem Währungsraum die Bedeutung: Franc de la Communauté Financière d’Afrique. Die teilnehmenden Länder sind:
  - Benin, Burkina Faso, Elfenbeinküste, Guinea-Bissau, Mali, Niger, Senegal und Togo.
- Französisch-Äquatorialafrika wurde zum Währungsraum XAF (CFA-BEAC), der sich nun zur Währungs- und Wirtschaftsgemeinschaft CEMAC erweitert hat. Die Abkürzung CFA hat in diesem Währungsraum die Bedeutung: Franc de la Coopération Financière en Afrique Centrale. Zum Währungsraum gehören die Länder:
  - Zentralafrikanische Republik, Kamerun, Tschad, Republik Kongo, Äquatorialguinea und Gabun.

CFP-Franc, CFA-Franc und Komoren-Franc sind mit fixem Wechselkurs an den Euro gebunden. Vor Einführung des Euro waren diese Währungen fest an den französischen Franc gebunden, der CFA-Franc mit einem Wechselkurs von 100 CFA-Francs = 1 FF.

## CFA-Franc

### Beziehung zum Euro-Währungsraum
In der ersten Hälfte des Jahres 1998 erarbeitete der französische Vizepräsident der Europäischen Zentralbank (EZB), Christian Noyer, eine Empfehlung für eine Entscheidung des Rates über Wechselkursfragen in Zusammenhang mit dem CFA-Franc und dem Komoren-Franc. Aufgrund dieser Empfehlung erging die Entscheidung des Rates vom 23. November 1998.
Danach gestattete die Europäische Union Frankreich, nach der Ersetzung des französischen Franc durch den Euro seine Vereinbarungen über Wechselkursfragen mit der UEMOA, der CEMAC und den Komoren fortzuführen. Frankreich und die afrikanischen Unterzeichner der Vereinbarungen behielten die alleinige Verantwortung für die Umsetzung dieser Vereinbarungen.
Die zuständigen französischen Behörden informieren die Kommission, die EZB und den Wirtschafts- und Finanzausschuss regelmäßig über die Umsetzung dieser Vereinbarungen. Die französischen Behörden informieren den Wirtschafts- und Finanzausschuss vor Paritätsänderungen zwischen dem Euro und dem CFA-Franc oder dem Komoren-Franc. Frankreich kann Änderungen der gegenwärtigen Vereinbarungen aushandeln und abschließen, sofern sich dadurch Natur und Geltungsbereich dieser Vereinbarungen nicht ändern. Vor derartigen Änderungen sind die Kommission, die EZB und der Wirtschafts- und  Finanzausschuss zu unterrichten. Frankreich legt der Kommission, der EZB und dem  Wirtschafts- und Finanzausschuss etwaige Pläne zur Änderung der Natur und des Geltungsbereichs dieser Vereinbarungen vor. Die Pläne bedürfen der Zustimmung des Rates auf der Grundlage einer Empfehlung der Kommission und nach Anhörung der EZB.

### Frankreichs Rolle im Währungssystem
Der CFA-Franc wurde 1945 geschaffen und war seit dieser Zeit mit festem Wechselkurs an den Französischen Franc gebunden. Dieses System wurde auch nach dem Ende der französischen Kolonialherrschaft und der Erlangung der Souveränität der afrikanischen Staaten aufrechterhalten. Seit Beginn gab es nur eine Abwertung des Franc CFA zum Franc, allerdings gleich um 50 Prozent: am 1. Januar 1994 wurde der Wechselkurs Franc zu Franc CFA von 1:50 auf 1:100 geändert. Mit Einführung des Euro musste dieses monetäre Netzwerk lediglich auf den Euro umgestellt werden. Seitdem gilt: der Wechselkurs Euro zu Franc CFA ist 1:655,957.
Manche Entscheidungen werden alleine durch Frankreich – ohne die CFA-Banken zu konsultieren – getroffen. So wurde die Abwertung des CFA-Franc 1994 alleinig durch die Banque de France beschlossen und den CFA-Staaten nur mitgeteilt.
Andere Entscheidungen werden durch Frankreich – oder die CFA-Banken – zur Abstimmung gestellt. Das Mehrheitserfordernis bei Entscheidungen des Verwaltungsrates der CFA-Zentralbanken:
| Zentralbank                 | Verwaltungsräte gesamt | davon Verwaltungsräte Frankreich | Notwendige Entscheidungsmehrheit zum Beschluss wichtiger Entscheidungen |
| --------------------------- | ---------------------- | -------------------------------- | ----------------------------------------------------------------------- |
| BCEAO                       | 16                     | 2                                | Veto-Recht für französische Verwaltungsräte                             |
| BEAC                        | 13                     | 3                                | Einstimmige Entscheidungen (ausschließlich)                             |
| Banque Centrale des Comores | 8                      | 4                                | Mehrheitsentscheidungen (mindestens fünf Stimmen notwendig)             |

Mit seinen Verwaltungsräten kann Frankreich somit jede größere Entscheidung dieser Banken blockieren.
Nach Ansicht von Kritikern dieses Währungssystems diene dieses allein den ökonomischen und politischen Interessen Frankreichs. Es seien zudem die Länder der CFA-Zone, die die französische Wirtschaft finanzierten. Die feste Kopplung an den Euro verteuert Exporte der afrikanischen Länder und erleichtert Importe aus Frankreich. Sie gestattet  afrikanischen Eliten, günstig in Europa einzukaufen.
Die Konvertibilität des CFA-Franc ist stark eingeschränkt.
Eine CFA-interne Konvertibilität ist nicht gegeben. Die beiden CFA-Währungsräume haben jeweils eigene CFA-Franc-Währungen. Diese Währungen sind zueinander nicht konvertibel. Es ist nicht möglich, CFA-Franc-BCEAO in CFA-Franc-BEAC umzutauschen, oder umgekehrt. Jeder Austausch zwischen den Währungsräumen und innerhalb der Währungsräume bedarf der Genehmigung der Banque de France.
Eine externe Konvertibilität ist nur indirekt möglich. Die Banque de France garantiert die Umtauschmöglichkeit der CFA-Franc in den Euro (früher Franc) über die Mechanismen – und damit kontrolliert von – der Banque de France. Diese gestattet die Konvertierung nur unter strengsten Auflagen. Das bedeutet, dass CFA-Franc zuerst in Euro getauscht werden müssen. Diese Euro können frei konvertierbar umgetauscht werden.
Als Ausgleich für die Garantie der CFA-Franc-Konvertibilität durch die Republik Frankreich müssen die CFA-Länder 65 Prozent ihrer Währungsreserven beim Agence France Trésor hinterlegen. Weitere 20 Prozent ihrer Währungsreserven haben die Länder zu hinterlegen, um finanzielle Unwägbarkeiten abzusichern. Somit haben die afrikanischen Länder auf 85 Prozent ihrer Währungsreserven keinen Zugriff.

### Kritik am CFA-Finanzsystem
Der CFA-Franc wird von Kritikern als eine den Ländern nach der Unabhängigkeit aufgezwungene Einheitswährung angesehen, obwohl sie gar nicht mehr in das von Frankreich begründete gemeinsame Marktbündnis eingebunden seien. Der CFA-Franc sei eine Währung, die geschaffen worden sei, um die afrikanischen Länder arm zu halten. Zu den bekanntesten Kritikern des CFA-Franc zählen Sekou Touré, der erste Präsident Guineas, Thomas Sankara in Burkina Faso, der 2012 gestürzte Präsident der Elfenbeinküste, Laurent Gbagbo, und der senegalesische Oppositionsführer Ousmane Sonko.
Eine Entkolonialisierung der CFA-Staaten habe nach Meinung von Kritikern nie stattgefunden, der (Neo-)Kolonialismus sei weiter in Kraft.
Kritiker werfen dem CFA-System vor, es habe 50 Jahre lang Generationen französischer Unternehmer und Politiker, den Messieurs Afrique und deren afrikanischen Juniorpartnern, zum eigenen Nutzen gedient, auf Kosten des französischen Steuerzahlers sowie der Armen in den afrikanischen Ländern. Es sei ein Selbstbedienungsladen der Elite. Französische Unternehmer erwirtschaften in Afrika doppelt so hohe Gewinnmargen wie in ihrem Mutterland. Die Preise für französische Importe im subsaharischen Afrika – durchgesetzt mittels Lieferbindungen und politischer Patronage – lagen lange Zeit 30 % über den Weltmarktpreisen für vergleichbare Güter und Dienstleistungen. Gleichzeitig entstehen durch die Bindung an den Euro für die Eliten günstige Einkaufsmöglichkeiten in Frankreich, während Exporte aus der CFA-Zone benachteiligt werden.
Insgesamt verhindere der CFA-Franc jede eigenständige Wirtschafts- und Sozialpolitik der betreffenden Staaten. Er bremse die Entwicklung und behindere die regionale Integration.

### Währungsreform (2019)
Gegen Ende 2019 haben sich Frankreich und die betroffenen acht westafrikanischen Länder (Benin, Burkina Faso, Elfenbeinküste, Guinea-Bissau, Mali, Niger, Senegal und Togo) auf eine Währungsreform des CFA-Franc verständigt. Frankreich sicherte seinen Rückzug zu, die zukünftige Währung Eco sollte aber weiterhin an den Euro gebunden sein.
Die konkrete Umsetzung der Reform ist allerdings weiterhin unklar. „Von der vollmundigen Entscheidung, im Jahr 2020 die westafrikanische Einheitswährung CFA durch den von Frankreich unabhängigen Eco zu ersetzen, ist nichts übrig geblieben.“

## Lebensstandard

### Einkommen, Verschuldung, Korruption

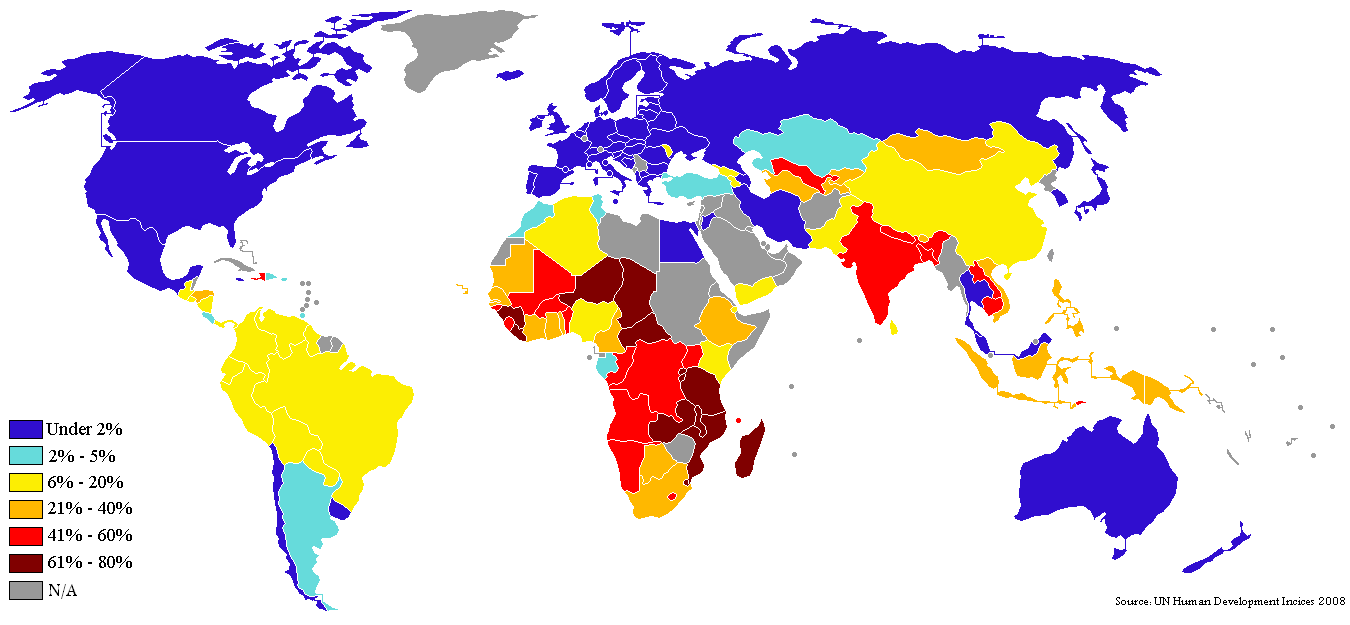
Weltweiter Anteil an der Bevölkerung, die mit weniger als einem Dollar pro Tag lebt. UN-Schätzungen 1990–2005

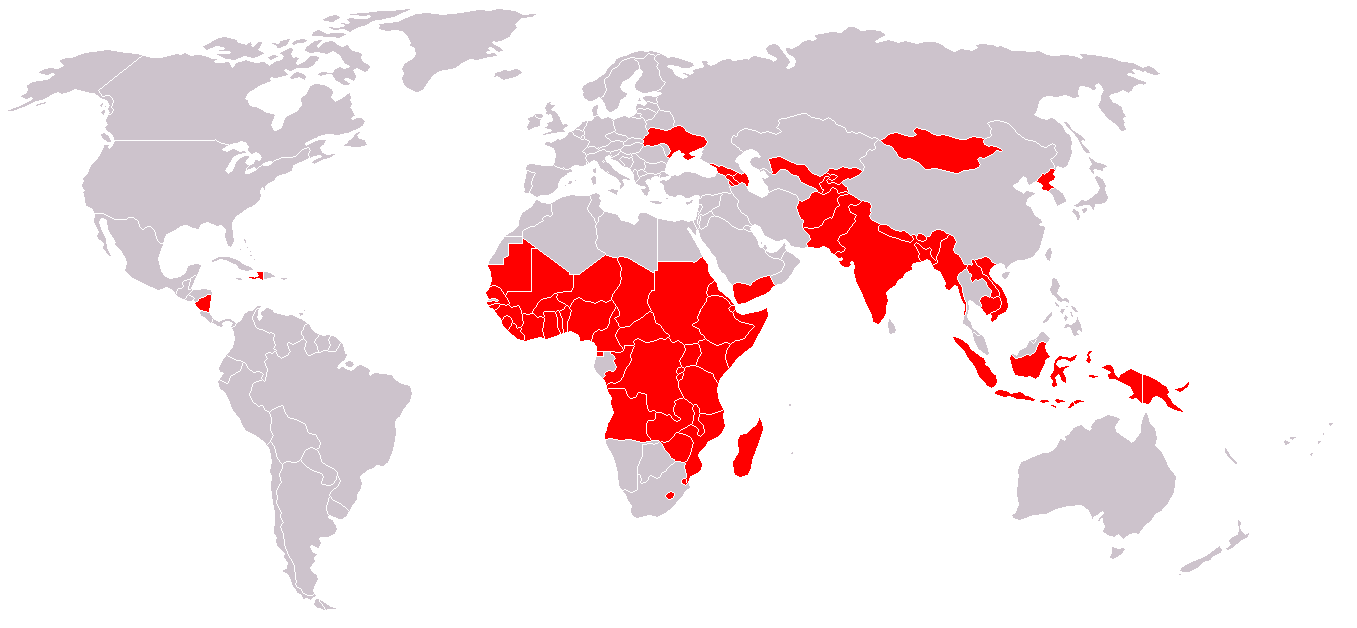
Ärmste Staaten der Welt: Low-Income-Countries (LIC) (Einkommen/Einwohner unter 745 US$), Quelle: Weltbank 2001

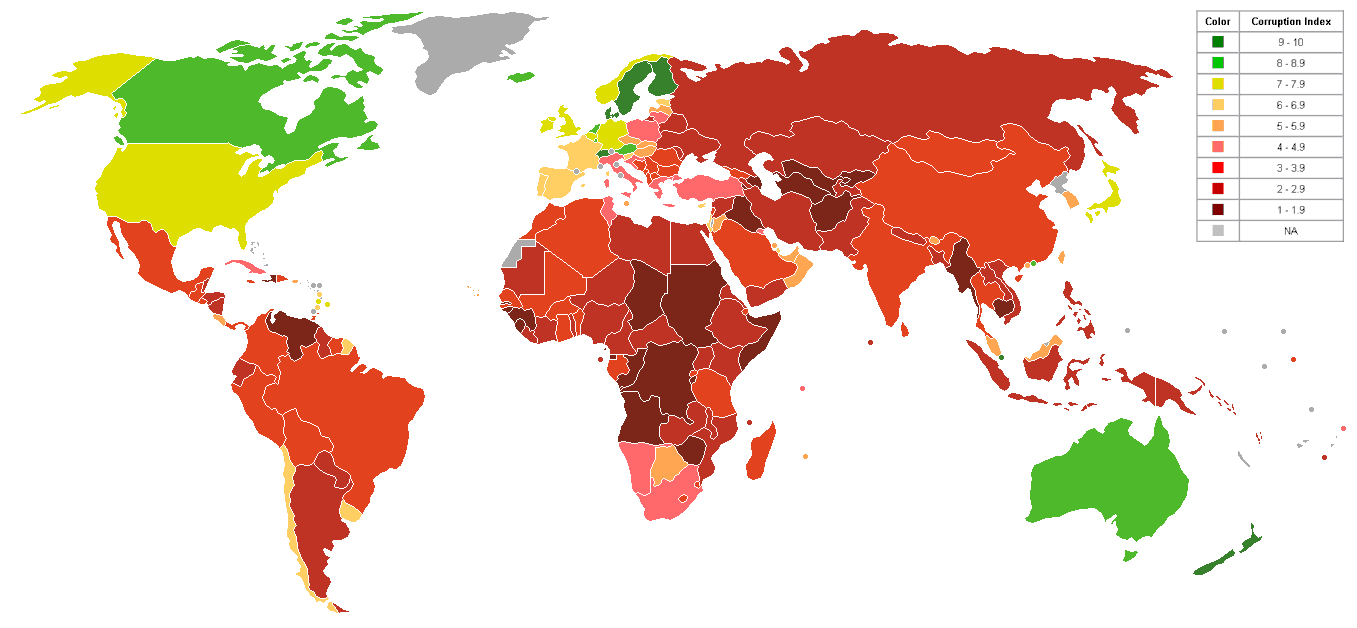
Korruption im internationalen Vergleich (2007)

Verschuldung Karte der HIPC-Länder

Die CFA-Staaten gehören zu den Ländern mit den niedrigsten Einkommen der Welt. Gleichzeitig gehören sie zur Gruppe der hochverschuldeten Entwicklungsländer.
Der Korruptionswahrnehmungsindex liegt bei eins bis drei, d. h. am unteren Ende der Skala.
Transparency International Frankreich klagte 2008 vor einem französischen Gericht fünf afrikanische Staatschefs wegen Korruption an, darunter die vier CFA-Staatschefs Omar Bongo (Gabun), Denis Sassou Nguesso (Republik Kongo), Blaise Campaoré (Burkina Faso) und Teodoro Obiang Nguema (Äquatorialguinea).

### Lebenserwartung, Gesundheitsversorgung, AIDS

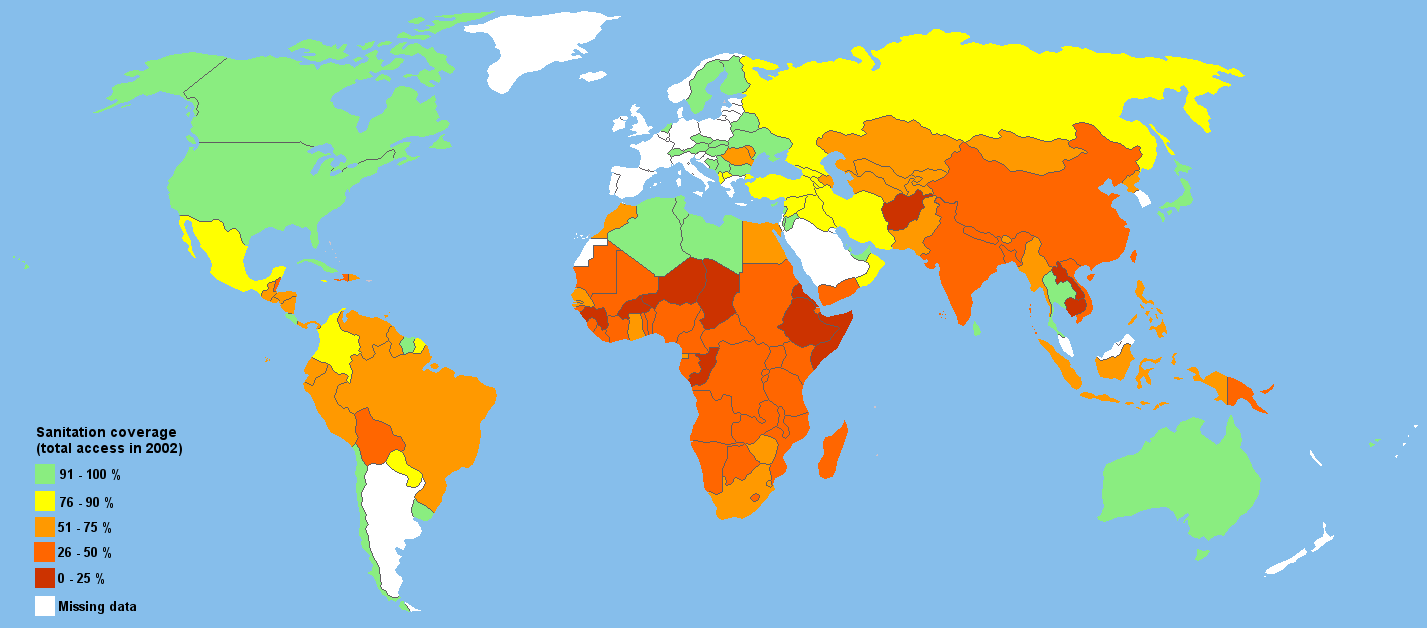
Prozentsatz der Bevölkerung mit Gesundheitsversorgung

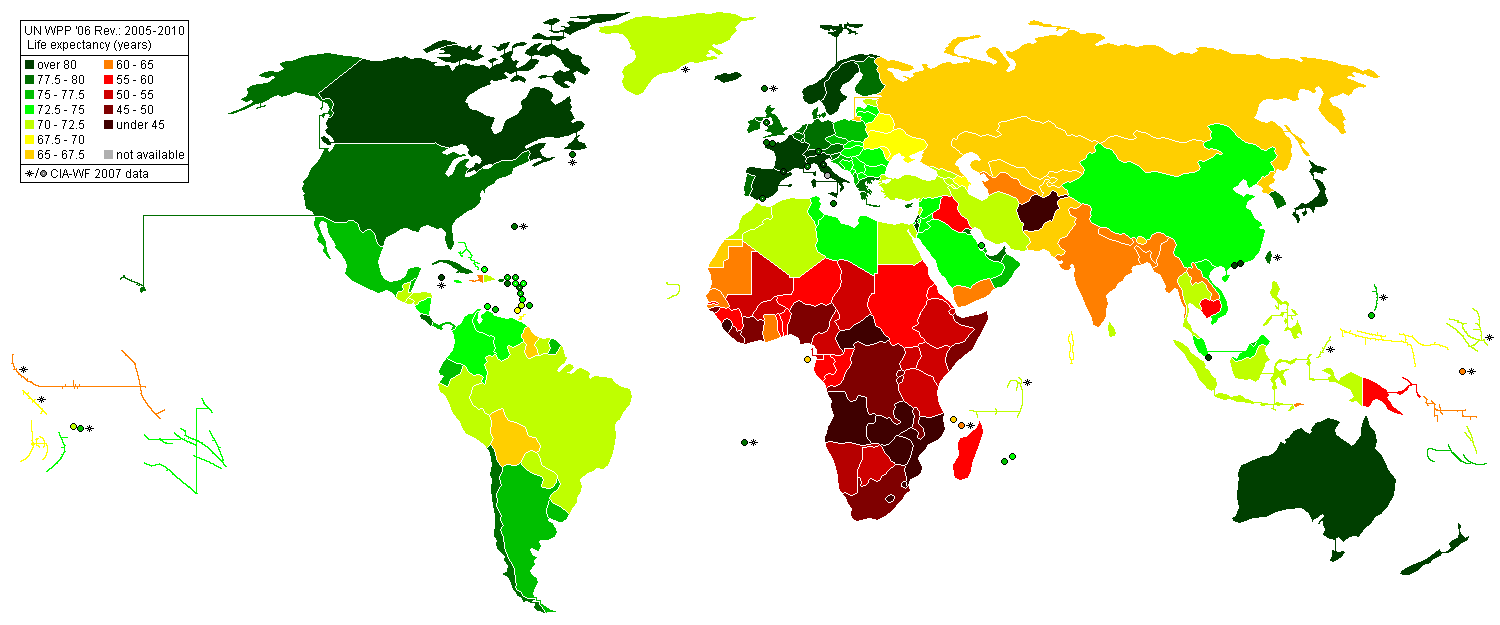
UN 2006: 2005–2010 Lebenserwartung bei der Geburt (Jahre)

Die Lebenserwartung in der CFA-Zone gehört zur niedrigsten der Welt. Die Gesundheitssysteme in den CFA-Ländern sind sehr schlecht ausgebaut. Eine Folge davon ist die höchste Kindersterblichkeitsrate weltweit.
Verschmutztes Trinkwasser ist ein wesentlicher Grund für viele Krankheits- und Todesfälle in den Entwicklungsländern. Die CFA-Zone ist – weltweit verglichen – besonders schlecht mit sauberem Trinkwasser versorgt. Dabei liegt es meist nicht an der Verfügbarkeit von Wasser, sondern an der Qualität dieses Wassers. Eine flächendeckende Trinkwasserreinigung ist nicht gegeben.

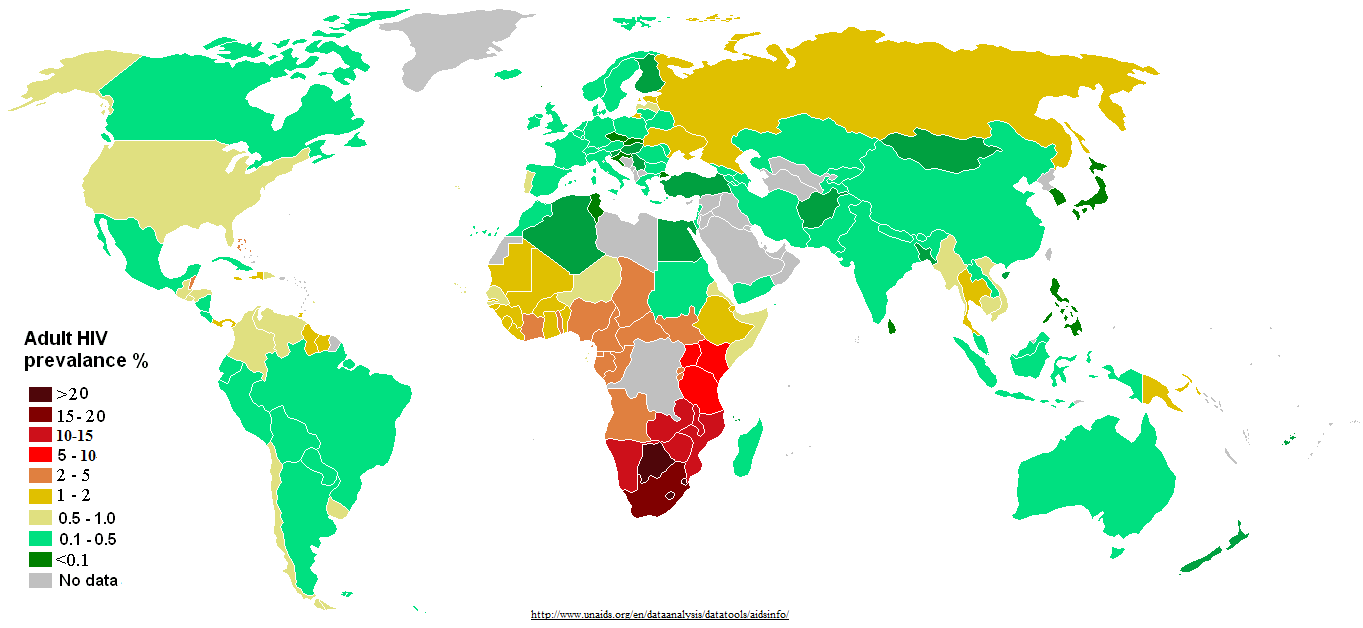
Anteil der HIV-Infizierten und Aidskranken an der Bevölkerung (2005)

Die AIDS-Infizierungsrate ist im weltweiten Vergleich erhöht. Bezogen auf Afrika haben andere Nicht-CFA-Länder höhere Infizierungsraten, bei gleichzeitig höherer Lebenserwartung der dortigen Bevölkerung. Die hohen Todesraten sind auch der niedrigen Gesundheitsversorgungsrate zuzuschreiben (siehe Übersicht).
Inwieweit die AIDS-Raten tatsächlich so hoch sind wie angegeben ist strittig, da oftmals andere Krankheiten als AIDS diagnostiziert werden. So werden z. B. vom französischen Atomkonzern AREVA Mitarbeiter mit Strahlenkrankheit in firmeneigenen Krankenhäusern als AIDS-infiziert dargestellt.
| 2006 Welt- Region           | AIDS Infizierte gesamt | AIDS Neu- infektionen | AIDS Todes- fälle | AIDS Sterbe- rate % |
| --------------------------- | ---------------------- | --------------------- | ----------------- | ------------------- |
| AFRIKA / Sub-Sahara         | 24,7 Mio.              | 2,8 Mio.              | 2,1 Mio.          | 8,5 %               |
| AMERIKA / Süd (= Lateinam.) | 1,7 Mio.               | 140.000               | 65.000            | 3,85 %              |
| AMERIKA / Karibik           | 250.000                | 27.000                | 19.000            | 7,6 %               |
| EUROPA / West u. Zentral    | 740.000                | 22.000                | 12.000            | 1,65 %              |

### Hunger und Vitaminmangel

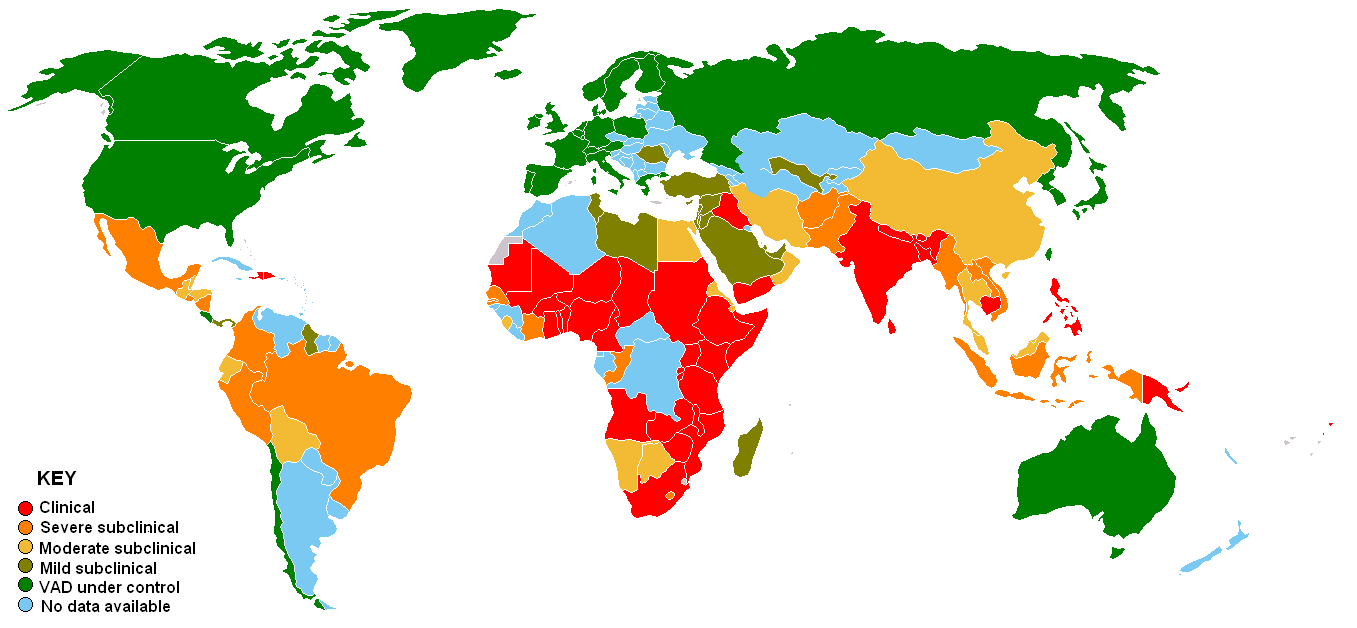
Prozentsatz der Bevölkerung mit Mangel an Vitamin A

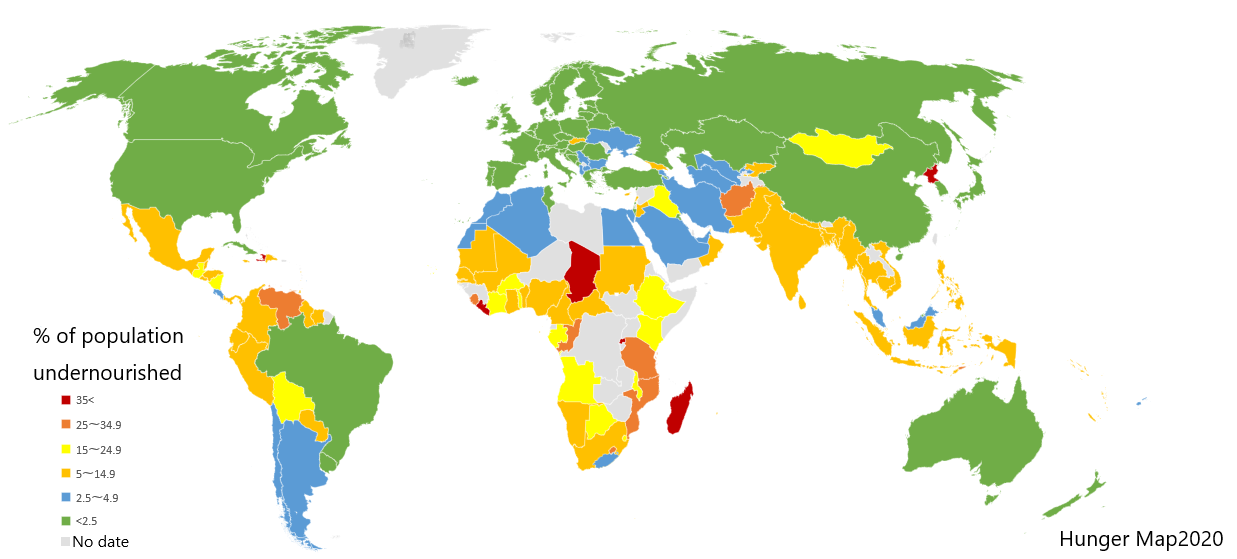
Prozentsatz der Bevölkerung die Hunger leidet, World Food Programme, 2006

Hunger ist in den CFA-Staaten tägliche Normalität für Millionen von Menschen. Vitaminmangel ist auf Grund der grundsätzlich schlechten Nahrungsversorgung in der CFA-Zone an der Tagesordnung.

#### Überfischung und gefährdete Nahrungsversorgung
Seit den 1950er Jahren sind die westafrikanischen Grundfischbestände auf ein Viertel geschrumpft. Zum Beispiel wurden im Senegal die Gesamtbestände von fünf Arten untersucht. Sie gingen in den vergangenen 15 Jahren um 75 % zurück. Dieser Trend ist entlang der gesamten westafrikanischen Küste bis nach Namibia zu beobachten.
Das Umweltprogramm der Vereinten Nationen (UNEP) schätzt, dass nicht-einheimische Schiffe rund 80 bis 90 % des Fischfangs vor Westafrika betreiben. Hauptverantwortlich für die Überfischung sind die Flotten der EU, Russlands und einiger Länder Asiens. Herausragend ist hier die EU, die mit rund 80 % Hauptabnehmer der Fisch- und Holzexporte aus der Gemeinschaft Westafrikanischer Staaten (ECOWAS, beinhaltet die CFA-Zone) ist. Es zeichnet sich jedoch bereits ein Wettbewerb mit asiatischen Nationen wie beispielsweise China um die Ressourcen ab.
Als soziologische Folge der für die nur einfach ausgestatteten einheimischen Fischer zurückgehenden Fischerträge gehen, laut WWF, diese teilweise dazu über, sich als Schlepper zu betätigen oder selbst die Flucht in die EU zu versuchen. Gleichzeitig gefährde die nicht nachhaltige Fischerei die Nahrungsversorgung der einheimischen Bevölkerung.

### Rechte und Stellung von Frauen und Kindern

#### Kinder

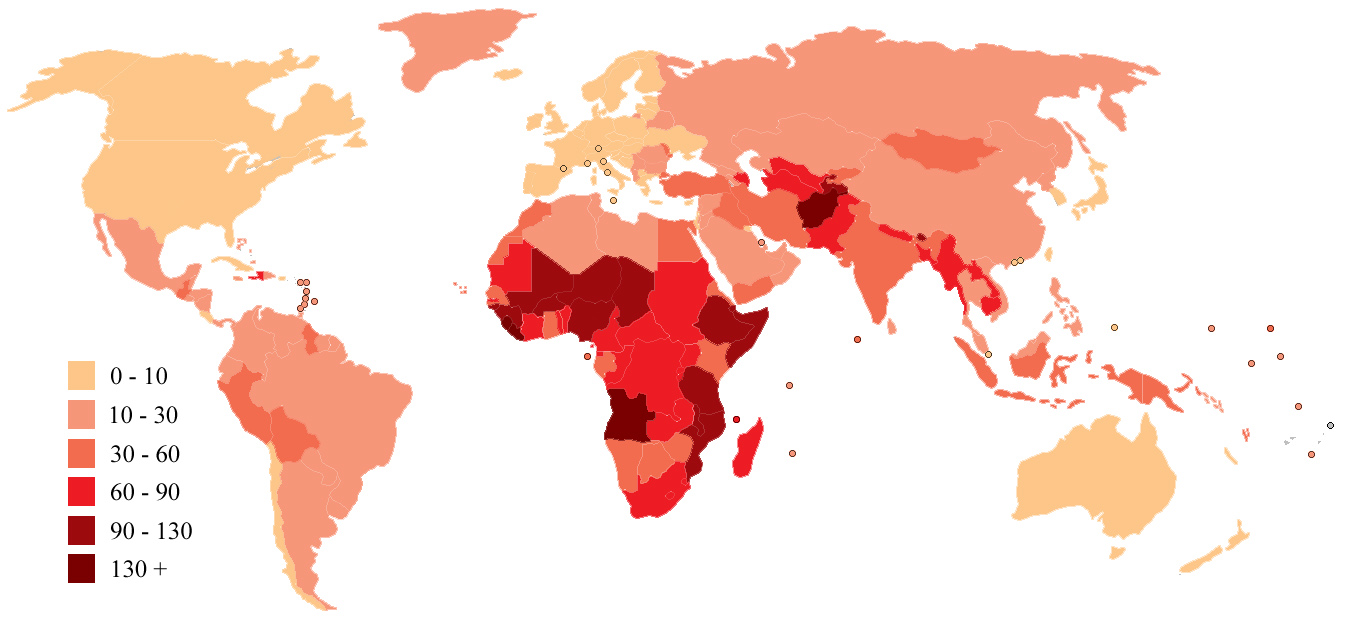
Kindersterblichkeitsrate

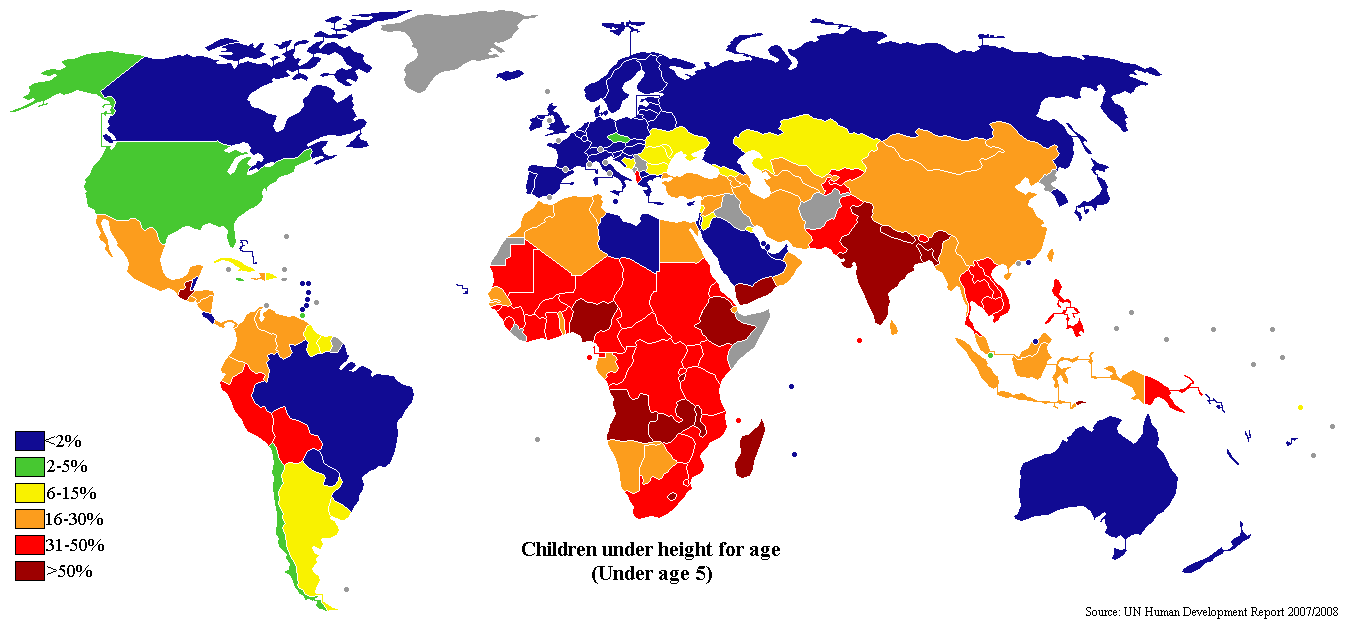
UN-HDI 2007/08: Prozentanteil der Kinder, die zu klein sind für ihr Alter

Weltweit ist die Kindersterblichkeit in der CFA-Zone eine der höchsten. Der Anteil der Kinder, die zu klein sind für ihr Alter, liegt in den CFA-Staaten bei 30 % und höher.
In den CFA-Staaten Benin, Burkina Faso, Kamerun, Elfenbeinküste, Gabun, Mali, Togo, und im nicht zur CFA-Zone gehörenden Nigeria existiert laut einer UNICEF-Studie Kinderhandel.
Kindersklaven werden in Westafrika in der Landwirtschaft eingesetzt. In Kamerun, Elfenbeinküste, Mali, Niger, Togo, und anderen Ländern werden sie bei Anbau und Ernte von Baumwolle, Kakao, Kaffee, Bananen etc. eingesetzt. Als Steinmetze werden sie in Niger und Togo eingesetzt. In größeren Städten werden die Kinder als Sex-Sklaven verwendet. Aufsehen erregte im April 2008 eine von einer ehemaligen Kindersklavin angestrengte Staatsklage gegen Niger, da es durch Gewohnheitsrecht die Praxis der Sklaverei trotz entgegenstehender Strafgesetze legitimiere.

#### Alphabetisierung und Bildungschancen

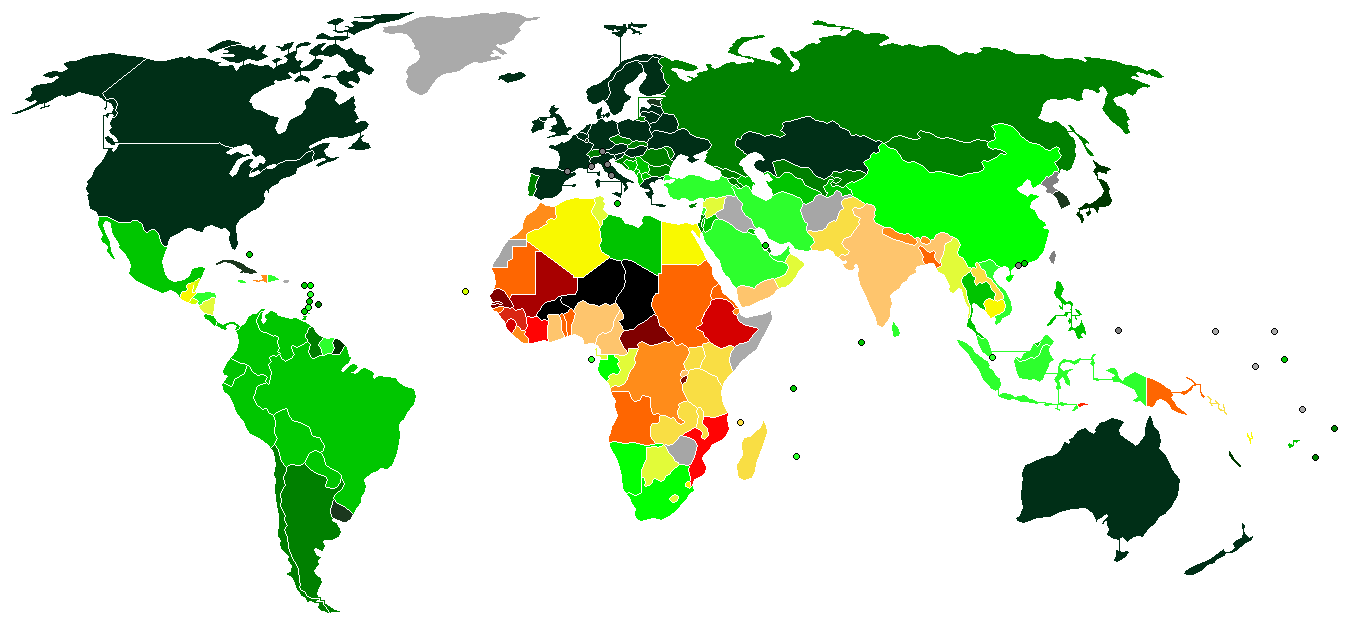
Bildungsindex (basierend auf dem 2007/08 Human Development Report)

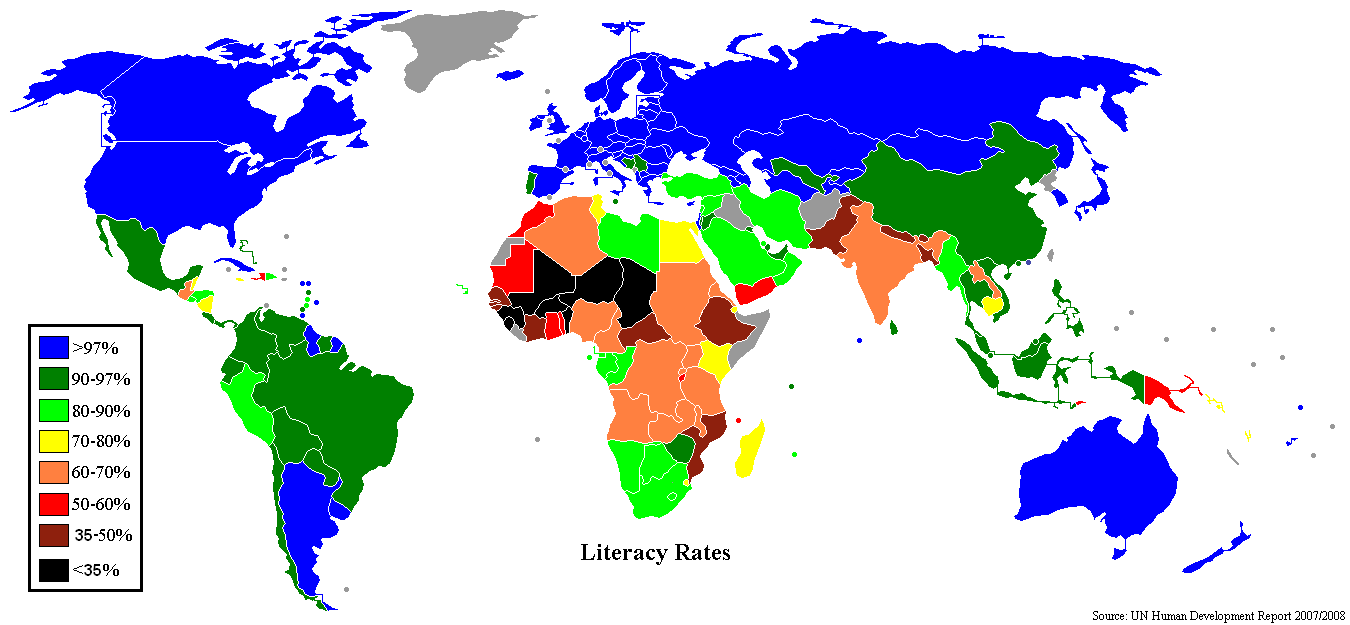
Alphabetisierungsrate weltweit nach Ländern

Von den vierzehn CFA-Staaten haben neun eine Alphabetisierungsrate von unter 50 %. Unter den zehn am wenigsten alphabetisierten Staaten der Welt sind sieben CFA-Staaten. Die vier am wenigsten alphabetisierten Länder weltweit sind die CFA-Staaten
- Niger mit einer Alphabetisierungsrate von 28,7 %,
- Tschad mit 25,7 %,
- Mali mit 24,0 % und
- Burkina Faso mit 23,6 %.

Die Kinder der CFA-Zone haben – im weltweiten Vergleich – die geringsten Schulbesuchsquoten. So besuchen in Niger nur 36 % der Jungen und 25 % der Mädchen eine Grundschule, in Burkina Faso sind es 35 bzw. 29 %.
Weltweit ist die Möglichkeit für Mädchen Schulen zu besuchen in der CFA-Zone am geringsten.

### Index der menschlichen Entwicklung
Zehn der 14 CFA-Staaten werden von der UN in der Liste der Least Developed Countries geführt bzw. gehören gemäß dem Index der menschlichen Entwicklung des Entwicklungsprogramms der Vereinten Nationen zu den am wenigsten entwickelten Ländern der Welt.
1997 befanden sich unter 175 gelisteten Staaten drei CFA-Staaten unter den ärmsten zehn, im Jahr 2007/08 unter 177 Staaten sechs CFA-Staaten:

UN-HDI 2013

UN-Least Developed Countries 2007

| 1997 Platz | 1997 Land          | 2007/08 Platz | 2007/08 Land                       |
| ---------- | ------------------ | ------------- | ---------------------------------- |
| 166.       | Mosambik           | 168.          | Demokratische Republik Kongo       |
| 167.       | Guinea             | 169.          | Äthiopien                          |
| 168.       | Eritrea            | 170.          | Tschad (CFA)                       |
| 169.       | Burundi            | 171.          | Zentralafrikanische Republik (CFA) |
| 170.       | Äthiopien          | 172.          | Mosambik                           |
| 171.       | Mali (CFA)         | 173.          | Mali (CFA)                         |
| 172.       | Burkina Faso (CFA) | 174.          | Niger (CFA)                        |
| 173.       | Niger (CFA)        | 175.          | Guinea-Bissau (CFA)                |
| 174.       | Ruanda             | 176.          | Burkina Faso (CFA)                 |
| 175.       | Sierra Leone       | 177.          | Sierra Leone                       |

## Wirtschaft

### Bruttonationalprodukt und Wirtschaftswachstum

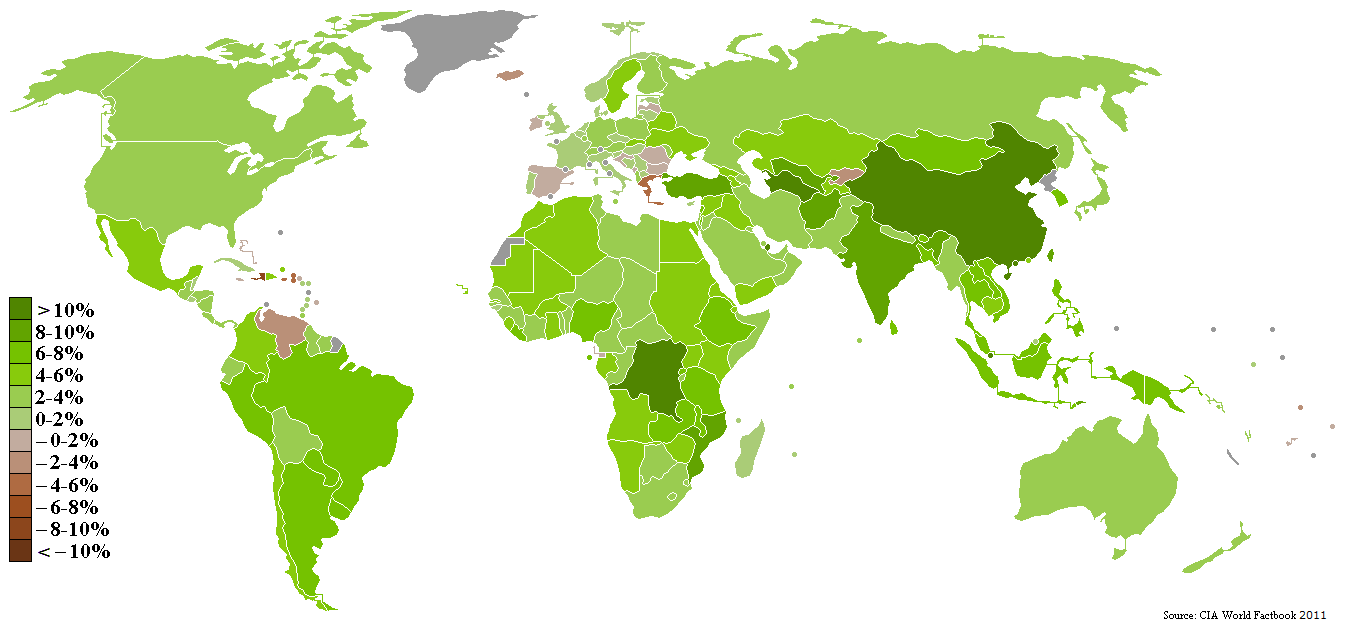
Bruttonationalprodukt /
Wachstumsrate 2007

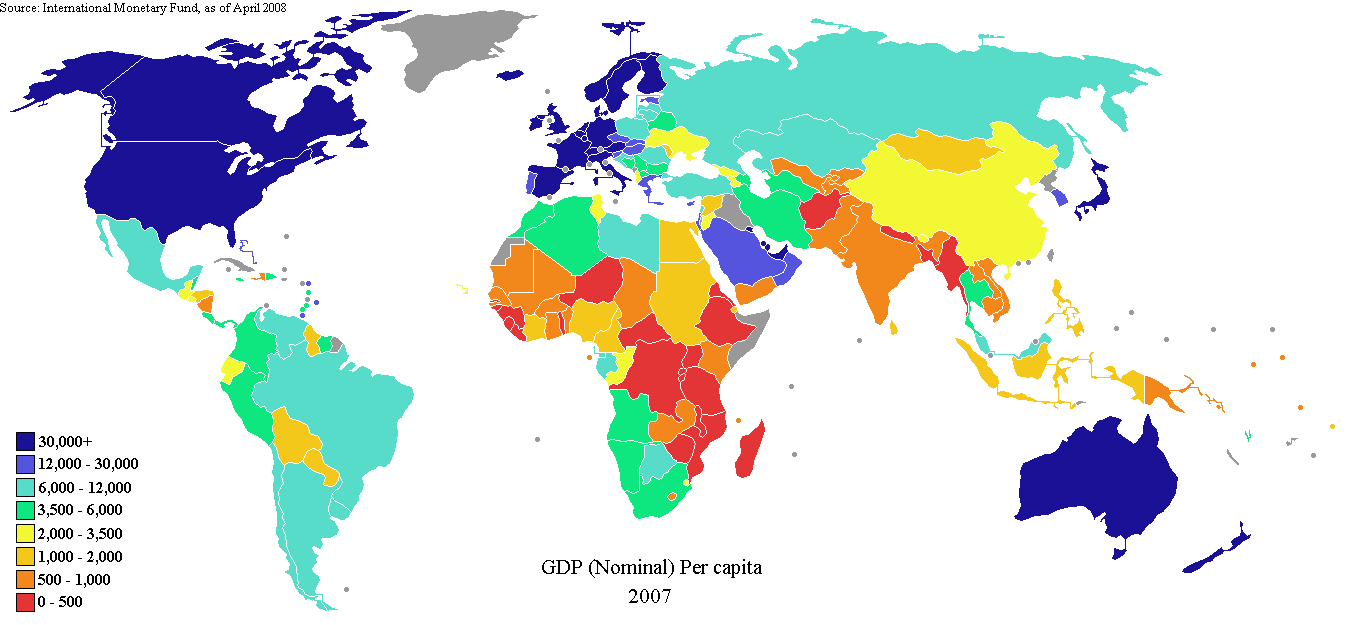
Bruttonationalprodukt pro Kopf (nominal) 2007 (IMF, April 2008)

Das Bruttonationalprodukt pro Kopf reicht in den CFA-Staaten von unter 500 Dollar (Togo) bis zu über 6000 Dollar (Gabun). Die Wachstumsraten liegen dabei im weltweiten Mittelfeld mit 2 bis 6 %.

### Export

#### Baumwolle

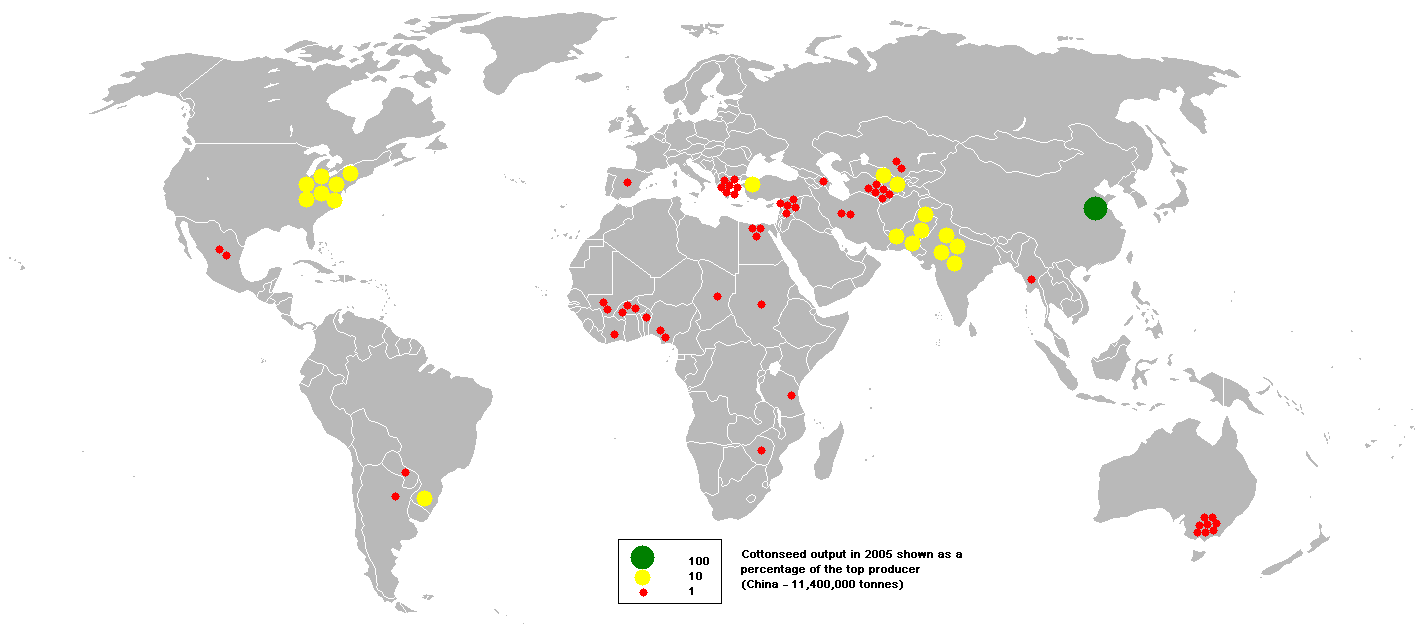
Baumwollproduktion im Jahr 2005

Für die CFA-Länder Benin, Burkina Faso, Zentralafrikanische Republik, Elfenbeinküste, Mali, Niger, Senegal, Tschad und Togo ist Baumwolle ein wichtiges Export- und Wirtschaftsgut mit beachtlichen Produktionsmengen. Etwa 6 Millionen Menschen in der CFA-Zone leben direkt von der Baumwolle. Ungefähr 10 bis 15 % der weltweiten Roh-Baumwollexporte kommen aus den CFA-Ländern.
Nur etwa 6 % der in der CFA-Zone angebauten Baumwolle können auch in der CFA-Zone verarbeitet werden, da es kaum Textilindustrie in der CFA-Zone gibt. Etwa 90 % der angebauten Baumwolle wird exportiert und ist damit abhängig vom Weltmarktpreis.

#### Rohstoffe

##### Erdöl

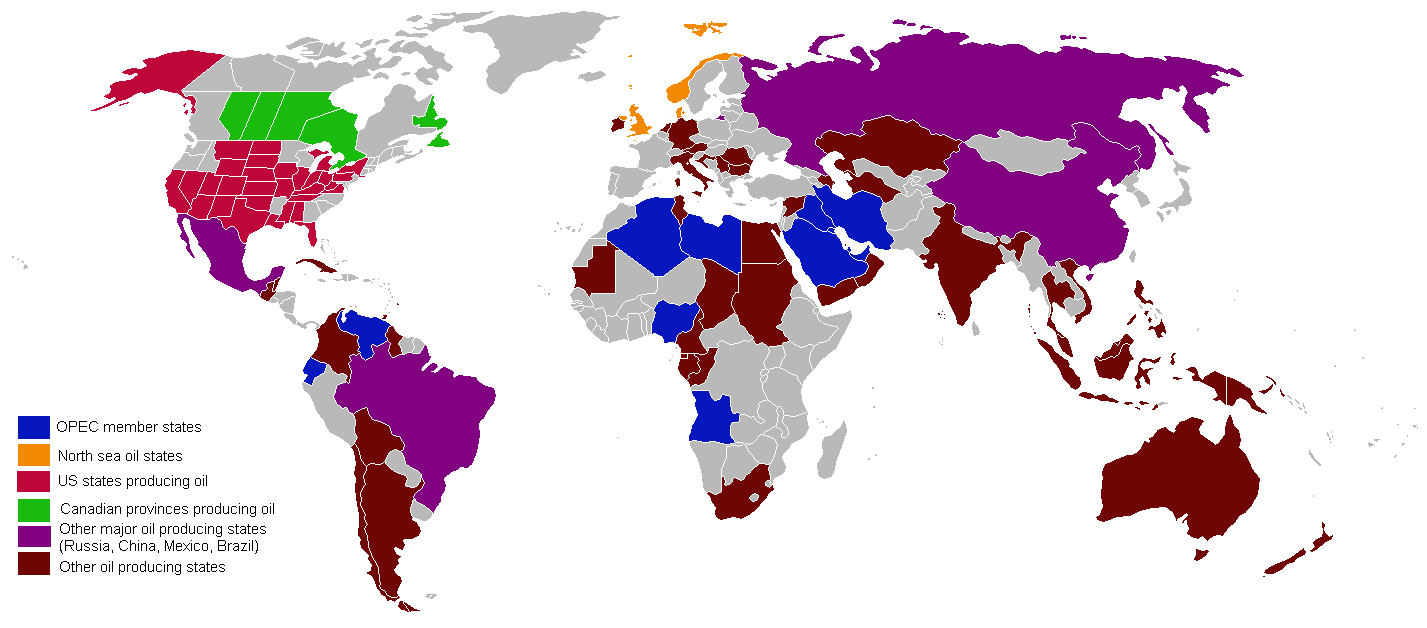
Ölförderländer

In vier CFA-Staaten wird nennenswert Erdöl gefördert. Die Fördermengen der CFA-Staaten 2007:
- Äquatorialguinea 17,5 Millionen Tonnen
- Kamerun 4,3 Mio. t
- Gabun 12,1 Mio. t
- Republik Kongo 11,0 Mio. t
- Tschad 7,3 Mio. t[52]

Für die CFA-Staaten Republik Kongo, Elfenbeinküste und Senegal ist die Erdölverarbeitung ein wichtiger Wirtschaftszweig. Die Republik Kongo verarbeitet dabei eigenes Erdöl, während die Elfenbeinküste und Senegal das Erdöl importieren müssen.

##### Bodenschätze
Für Niger, Mali und Burkina Faso ist Gold ein wichtiges Exportgut. Teile des Staatsgebietes dieser Länder sind für die landwirtschaftliche Nutzung nicht geeignet, da sie Gebiete der Sahara-Wüste und der Sahelzone sind. Diese kargen Landschaften bergen jedoch reiche Bodenschätze.
In den CFA-Staaten Zentralafrikanische Republik, Elfenbeinküste, Burkina Faso und Republik Kongo werden Diamanten gefördert. Die Zentralafrikanische Republik ist der zehntgrößte Diamantenförderer weltweit. Das Diamantengeschäft ist unter starker internationaler Kritik, da es sich bei den gehandelten Diamanten um Blutdiamanten handeln soll. Besonders die Republik Kongo soll mit diesen Blutdiamanten regen Handel treiben. Kritisiert wird auch, das in den Diamantenminen (wie in den Goldminen) von Niger und Burkina Faso Kinder als Arbeiter eingesetzt werden.
In Togo und Senegal sind Phosphate ein wichtiges Exportgut. Aluminium ist ein wichtiges Exportgut für Kamerun. In Gabun wird Mangan gefördert.

##### Uran
Uran wird in Burkina Faso, Kamerun, Zentralafrikanische Republik, Tschad, Gabun, Mali, Niger, Senegal und Togo gesucht bzw. abgebaut. Niger ist dabei der viertgrößte Uranexporteur der Welt nach Kanada, Australien und Kasachstan.
An einer Reihe von Fördergebieten bzw. Explorationsvorhaben ist der französische Areva-Konzern beteiligt. Allein im CFA-Staat Niger fördert Areva soviel Uran, dass damit 40 % des gesamten Jahresuranbedarfs Frankreichs für die Stromerzeugung gedeckt werden. Der dabei gezahlte Uranpreis liegt bei weniger als einem Drittel des Weltmarktpreises.